# Poliesportiu Son Hugo
El poliesportiu Son Hugo és una instal·lació esportiva de Palma que es troba al barri de La Indioteria. Fou construït el 1970 i reformat el 1999 en motiu de la Universíada, el 2021 i el 2023.
Les seves instal·lacions compten amb una piscina descoberta de 50 x 25 x 2 m, una altra piscina descoberta de salts de 25 x 16 x 5, una piscina coberta de 50 x 25 m i de profunditat mín 2 m i màxima de 3 m i un gimnàs.